# Poecilotriccus fumifrons
Poecilotriccus fumifrons е вид птица от семейство Tyrannidae.

## Разпространение
Видът е разпространен в Бразилия, Суринам и Френска Гвиана.